# Centaurium littorale
Petite centaurée du littoral, Érythrée du littoral
Espèce
La Petite centaurée du littoral ou Érythrée du littoral (Centaurium littorale) est une espèce de plantes de la famille des Gentianacées.